# Caradrina bistrigata
Caradrina bistrigata là một loài bướm đêm trong họ Noctuidae.